# Panula subordinata
Panula subordinata là một loài bướm đêm trong họ Erebidae.